# Кадьер, Мари Катрин
Мари́ Катри́н Кадье́р (Екатерина Кадьер; фр. Marie-Catherine Cadière; 12 ноября 1709, Тулон — XVIII век, Прованс) — героиня громкого процесса в XVIII веке.
Родом из Тулона. С детства склонная к мистицизму, Кадьер стала любовницей своего духовника иезуита Жирара. Забеременев, она была удалена в Ойульский монастырь, чтобы оттуда отправиться в один из лионских монастырей. Епископ тулонский, ненавидевший иезуитов, задержал её и решил начать процесс против Жирара. Иезуит был арестован, но его товарищи выхлопотали lettre de cachet против Кадьер и старались заставить её исчезнуть, что, однако, им не удалось, так как общественное мнение было на её стороне.
Начался процесс, во время которого Кадьер защищали её братья, оба священники. Из числа судей одни были за казнь Кадьер, другие — за казнь Жирара. Большинством в один голос парламент в Эксе в 1731 году решил освободить от следствия как Жирара, так и Кадьер. В то же время Кадьер, признанной более виновной, было сделано внушение. Она должна была вернуться в семью, но была заперта в монастырь; дальнейшая её судьба неизвестна.